# Vionène
Die Violène ist ein kleiner Gebirgsfluss in Frankreich, der im Département Alpes-Maritimes in der Region Provence-Alpes-Côte d’Azur verläuft. Sie entspringt in den französischen Seealpen im Gemeindegebiet von Beuil unter dem Namen Démant zwischen den Berggipfeln Mont Démant (2470 m) im Süden und Mont Mounier (2817 m) im Norden, entwässert generell Richtung Südost – im Oberlauf durch den Nationalpark Mercantour – und mündet nach rund 17 Kilometern im Gemeindegebiet von Saint-Sauveur-sur-Tinée als rechter Nebenfluss in die Tinée.

## Orte am Fluss
(Reihenfolge in Fließrichtung)
- Vignols, Gemeinde Roubion
- Roubion
- Roure
- Salvaïre, Gemeinde Saint-Sauveur-sur-Tinée